# Северин Юрій Володимирович
Ю́рій Володи́мирович Севери́н (нар. 12 жовтня 1927, Харків — пом. 2002) — український графік та живописець. Заслужений художник УРСР (1991).

## Життєпис

Кадр з діафільму В Країні Сонячних Зайчиків, 1984 рік. Робота художника

Закінчив Харківський художній інститут (1949 — 1952). Станкова сатирична і книжкова графіка, переважно в техніці літографії. Серії «1905 рік» (1955), «Радянська молодь» (1957 — 58) та ін. разом із Валентином Чернухою; ілюстрації до збірок «Смійся на здоров'я» (1960), «Співомовки» Степана Руданського (1966), «Мисливські усмішки» Остапа Вишні (1969).
У діафільмі за мотивами повісті В Країні Сонячних Зайчиків були зображені такі персонажі:
- Терентія
- Пана Морока
- Веснянку